# Nikon Coolpix 8700
Le Nikon Coolpix 8700 est un appareil photographique numérique de type bridge fabriqué par Nikon de la série Nikon Coolpix.
|  |  |

Commercialisé en février 2004, de dimension respectable : 11,3 × 10,5 × 7,8 cm, son boîtier de forme ergonomique lui assure une bonne prise. Il possède une définition de 8 mégapixels et est équipé d'un zoom optique de 8×.

Sa portée minimum de la mise au point est de 30 cm mais ramenée à 3 cm en mode macro.

Son automatisme gère 12 modes Scène pré-programmés afin de faciliter les prises de vues (paysage, portrait, macro, fête/intérieur, rétro-éclairage, plage/neige, portrait nuit, coucher de soleil, feu d'artifice, nocturne, assistant de panorama, reproduction).

L’ajustement de l'exposition est automatique et permet également un mode manuel avec un ajustement dans une fourchette de ±2.0 par paliers de 0,33 EV.

La balance des blancs se fait de manière automatique, mais également semi-manuel avec des options pré-réglées (lumière incandescent, tubes fluorescents, nuageux, éclair, lumière du jour, lumière teintée).

La fonction « BSS » (Best Shot Selector) sélectionne parmi dix prises de vues successives, l'image la mieux exposée et l'enregistre automatiquement.

Son flash incorporé a une portée effective de 0,4 à 4,1 m et dispose de la fonction atténuation des yeux rouges. L'appareil est équipé d'une griffe porte-flash synchronisée.

Son mode rafale permet des prises de vues à 1,2 et 2,5 images par seconde.
Ses principaux défauts concernent la lenteur de l’autofocus en faible lumière, un délai long entre 2 prises de vues au format RAW et l'activation de certaines commandes par inadvertance.
Nikon arrête sa commercialisation en 2006.

## Caractéristiques
- Capteur CCD taille 2/3 pouce : 8,31 millions de pixels, effective : 8 millions de pixels
- Zoom optique : 8x, numérique : 4x
  - Distance focale équivalence 35 mm : 35-280 mm
  - Ouverture maximale de l'objectif : F/2,8-F/4,2
- Vitesse d'obturation : 8 à 1/4000 seconde
- Sensibilité : ISO 50 - 100 - 200 et 400
- Contrôle d'exposition : P, S, A, M
- Stockage : CompactFlash type I/II et Microdrive - mémoire interne de 14,5 Mo
- Définition image maxi : 3264×2448 au format JPEG, TIFF et RAW
- Autres définitions : 3264×2176, 2592×1944, 1600×1200, 1280×960, 1024×768 et 640×480
- Définitions vidéo : 320×240 à 15 images par seconde et 640×480 à 30 images par seconde au format QuickTime
- Connectique : USB, audio-vidéo composite
- Compatible PictBridge
- Écran LCD pivotant de 1,8 pouce - matrice active TFT de 134 000 pixels
- Batterie propriétaire rechargeable lithium-ion type EN-EL1
- Poids: 480 g sans accessoires (batteries-mémoire externe)
- Finition: Noir.